# Ernesto Lagos
Ernesto Lagos (Ernesto Lagos Salinas; * 30. Januar 1930) ist ein ehemaliger chilenischer Hochspringer.
Bei den Panamerikanischen Spielen 1951 in Buenos Aires wurde er Fünfter.
1952 gewann er Silber bei den Leichtathletik-Südamerikameisterschaften in Buenos Aires und schied bei den Olympischen Spielen in Helsinki in der Qualifikation aus.
1954 holte er bei den Südamerikameisterschaften in São Paulo erneut Silber, und 1955 wurde er bei den Panamerikanischen Spielen in Mexiko-Stadt Vierter.
Bei weiteren Teilnahmen an den Südamerikameisterschaften gewann er 1956 in Santiago Silber und 1958 in Montevideo Bronze.
Seine persönliche Bestleistung von 1,96 m stellte er 1955 auf.